# ESNA
ЕСНА (ESNA European Higher Education News) е независима информационна агенция и журналистическа мрежа  със седалище в Берлин. Тя е специализирана в новини и анализи в областта на европейското висше образование и политиката в областта на научните изследвания.

Услугите на агенцията включват многоезични прегледи на пресата и отразяване на новини, досиета, ревюта на книги, мониторинг на политически изследвания, дебати, конференции, доклади, подкаст, видео и превод.

## История
ЕСНА води началото си от списанието за студентски труд LETSWORK – тримесечно списание, което се издава за първи път през 1999 г. от агенцията за студентски труд TUSMA в Берлин.TUSMA осигурява работа на 20 000 чуждестранни студенти и създава LET|S|WORK като междукултурен канал за консултиране на студенти относно емиграцията, трудовото законодателство и правата на студентите във висшето образование.

През 2002 г. LET|S|WORK прераства в WORK|OUT European Students’ Review, издаван от организация с нестопанска цел в Берлин. това ново превъплъщение публикува безплатни и многоезични новини в сътрудничество със студенти в немски, френски, италиански, полски и испански университетски градове. Освен това организираше конференции и културни събития в Италия и Германия.

През 2004 г. и 2005 г. WORK|OUT печели италианската национална награда за иновативно съдържание и решения в областта на печата и мултимедията – Premio Palinsesto Italia. През 2006 г. WORK|OUT е признат за един от десетте най-добри студентски вестници в Германия.

Тъй като WORK|OUT се отдалечава от по-ранната си насоченост към студентите и се насочва към по-широката област на политиката и управлението на висшето образование, студентският вестник започва да се развива като отделна организация. Накрая, през 2008 г. основното ядро на редакционната група на WORK|OUT вижда нуждата от нов професионален канал и се основава ESNA European Higher Education News.

От 2014 г. ЕСНА работи активно в областта на видеожурналистиката, като си сътрудничи с филмовата компания Caucaso от Болоня (Златният храм). Това сътрудничество доведе, наред с другото, до копродукцията на филмите „Университетско-бизнес форум“ (Берлин, 2014 г.), „Документиране на EUROSTUDENT V“ (Виена, 2015 г.) и „Wie breit ist die Spitze?“ по инициативата "[Германско превъзходителство]" (Берлин, 2016 г.).

От 2019 г. ЕСНА стартира проекта „Обединени университети на Европа“ или UUU; той документира развитието на европейските университетски съюзи и наблюдава по-големи тенденции на концентрация, работа в мрежа и цифровизация в сектора на висшето образование

## Работна област
Новинарската мрежа на ЕСНА се състои от журналисти, които се фокусират върху новини и анализи идващи от европейската политика в областта на висшето образование. Обхванатите теми включват: Европейски университетски алианси, международно класиране на университетите, набиране на студенти в чужбина, глобализация и изследвания в областта на висшето образование, както и системи, политики и реформи във висшето образование,
финансиране на висшето образование и либерализацията.
ЕСНА също така обхваща политиката на ЕС и Болонския процес, като се интересува от подчертаването на социалните и финансовите бариери пред участието, академичната мобилност и междукултурния диалог във висшето образование.

## Мрежа и дейности
ЕСНА управлява мрежа от кореспонденти в цяла Европа Понастоящем тя функционира на четири нива:
- Редакция в Берлин
- Кореспонденти/журналисти на свободна практика
- Мрежа от експертни анализатори
- Партньорски организации и партньорски медии

Изграждането на мрежи и ангажирането на читателите са неразделна част от начина на работа на ЕСНА. Друг начин, по който ЕСНА се интегрира с научната общност, е чрез модериране на конференции. Информационната агенция предлага и стажове на две години за чуждестранни студенти и дипломанти.

## Политическа позиция
ЕСНА е независим журналистически наблюдател и издател на обективна информация. Те превеждат новините от оригиналните им езици на английски и немски език, за да улеснят достъпа до статии, свързани с европейското висше образование и научната политика. През април 2005 г. предшественикът на ЕСНА – WORK|OUT – организира конференция на тема „Цензура и свободни медии“ в Университета на Венеция (Università Iuav di Venezia). На това събитие Питър Престън, тогава редактор на вестник Guardian, помогна да се вдъхнови мисията на ЕСНА, която ще бъде основана три години по-късно. 

Г-н Престън заяви, че „Това е частта, която бащите основатели на Европа са пропуснали. Изграждаме голямо ново сдание на свободата без свободна преса, която да отразява и засенчва този растеж. Тя трябва да възникне от нулата, изградена на базата на индивидуални контакти и индивидуален ентусиазъм. Трябва да започнем да изграждаме собственото си обществено мнение и моментът е сега.“